# Человек без прошлого
«Человек без прошлого» (фин. Mies vailla menneisyyttä) — фильм финского кинорежиссёра Аки Каурисмяки (2002), второй из трилогии «Финляндия». 96 из 98 рецензентов на сайте Rotten Tomatoes выдали одобрительное заключение о фильме со средним рейтингом 8/10. Первый и пока единственный финский фильм, который был номинирован на премию «Оскар» за лучший фильм на иностранном языке.

## Сюжет
Главный герой принадлежит к излюбленной Каурисмяки породе неудачников, которые приближаются к краю пропасти и заглядывают в неё, но «в последнюю минуту бросают вызов судьбе и отказываются следовать предначертанным путём трагедии, как если бы она была не более чем банановой кожурой, на которой им выпало поскользнуться» (The New York Times).
Безработный мужчина из финской провинции приезжает в Хельсинки в поисках работы. В парке рядом с вокзалом его жестоко избивают неизвестные. В состоянии комы его доставляют в больницу, и там его пульс останавливается. Однако происходит чудо — когда врачи покидают палату, мужчина приходит в себя и уходит из больницы. Потеряв память, этот немолодой человек без имени начинает свою жизнь с нуля. У него нет дома, но зато есть ветхий музыкальный автомат. Встать на ноги ему великодушно помогают небогатые жители трущоб. Он заводит отношения с сотрудницей «Армии спасения», инициирует обновление репертуара местного ансамбля и случайно становится свидетелем ограбления банка. Его фото попадает в газеты, вскоре появляется и жена из прежней жизни…

## В ролях
| Актёр            | Роль                                    |
| ---------------- | --------------------------------------- |
| Маркку Пелтола   | М(неизвестный)                          |
| Кати Оутинен     | Ирма                                    |
| Анникки Тяхти    | менеджер блошиного рынка Армии спасения |
| Юхани Ниемеля    | Ниеминен                                |
| Кайя Пакаринен   | Кайса Ниеминен                          |
| Сакари Куосманен | Анттила                                 |
| Аннели Саули     | владелица бара                          |
| Элина Сало       |                                         |
| Оути Мяенпяя     |                                         |
| Эско Никкари     |                                         |
| Пертти Свехольм  |                                         |
| Матти Вуори      |                                         |

## Награды
В 2002 году жюри Каннского кинофестиваля под председательством Дэвида Линча присудило фильму Гран-при, а Кати Оутинен была удостоена приза за лучшую женскую роль. Через пять лет Линч выделил эту картину в качестве фильма, который ему особо понравился в последние годы. Между тем решение каннского жюри было воспринято неоднозначно, так как финну единодушно пророчили высшую награду — «Золотую пальмовую ветвь», которая в итоге досталась фильму «Пианист» Романа Полански.
В 2003 году фильм был номинирован на «Оскар» как лучший фильм на иностранном языке (первый в истории Финляндии), однако режиссёр отказался приехать в Лос-Анджелес в знак протеста против войны в Ираке. «Оскар» в тот год достался немецкому фильму «Нигде в Африке».
Кати Оутинен за роль в этом фильме стала лауреатом финской национальной кинопремии «Юсси» в номинации «За лучшую женскую роль» (2003).
Среди других наград следует отметить приз ФИПРЕССИ «Фильм года» на кинофестивале в Сан-Себастьяне, кинопремию Северного Совета, номинацию на премию «Сезар» в категории «Лучший фильм Евросоюза», а также 7 номинаций на Премию Европейской киноакадемии.

## Музыка
В основе саундтрека фильма лежит популярная финская музыка середины и второй половины XX века (Анникки Тяхти, Тапио Раутаваара, Маркус Аллан) и песни забытых или малоизвестных англо-американских исполнителей. Особое место в фильме занимает музыка современной финской группы Marko Haavisto & Poutahaukat в духе мелодичного стилизованного рокабилли с типичным финским звучанием. В последних кадрах фильма в исполнении Poutahaukat и Анникки Тяхти звучит проникновенная песня о выборгском парке Монрепо, в котором встретились родители режиссёра. Впервые эта песня была исполнена ею же в 1955 году.

### Саундтрек
- Do The Shake — The Renegades
- Bandoneon — Antero Jakoila
- Lokki — Тапио Раутаваара
- That Crawlin’ Baby Blues — Blind Lemon Jefferson
- Symphony No 3 In A Major Op. 55 (Adagio)
- Paha Vaanii — Marko Haavisto & Poutahaukat
- Hawaii No Yoru — Crazy Ken Band
- Veto — Antero Jakoila
- Pieni sydän — Анникки Тяхти
- Valkoiset Linnut — Markus Allan
- Thunder & Lightning — Marko Haavisto & Poutahaukat
- Muistatko Monrepos’n — Annikki Tähti & Poutahaukat
- My Heart Must Do The Crying — The Renegades
- Motto Wasabi — Masao Onose
- Älä unhoita minua — Тапио Раутаваара
- Stay — Marko Haavisto & Poutahaukat